# Занта
Занта́ (бур. Занта) — село в муниципальном районе «Агинский район» Агинского Бурятского округа в Забайкальском крае России.
Входит в состав городского поселения «Орловский».

## География
Находится в 26 км к юго-юго-востоку от центра городского поселения, пгт Орловский, в 5 км к югу от солёного озера Малый Цаган-Нор и в 10 км к западу от солёного озера Ножий.
Климат
Климат характеризуется как резко континентальный засушливый. Абсолютный минимум температуры воздуха самого холодного месяца (января) составляет −56 °C; абсолютный максимум самого тёплого месяца (июля) — 38 °C. Среднегодовое количество атмосферных осадков составляет 250—380 мм.

## История
Образовано в 1948 году.

## Население
| 2010 | 2021 |
| ---- | ---- |
| 6    | ↘5   |

национальный состав
Согласно результатам переписи 2002 года буряты составляли 64 %, русские 36 % от общей численности в 11 жителей.

## Инфраструктура
Сельское хозяйство. Действовал откормочный совхоз «Хилинский».

## Транспорт
Просёлочные дороги.